# روبرت سيتول
روبرت سيتول هو شخصية أعمال وسياسي أسترالي، ولد في 23 نوفمبر 1823، وتوفي في 15 نوفمبر 1912. انتخب عضو الجمعية التشريعية  في فيكتوريا ‏.